# 1160 dans les croisades
Cette page regroupe les évènements concernant les Croisades qui sont survenus en 1160 :
- novembre : Renaud de Châtillon, prince d'Antioche, est capturé par Majd ed-Din, gouverneur d'Alep, qui le gardera prisonnier pendant seize ans[1].